# Herero (volk)

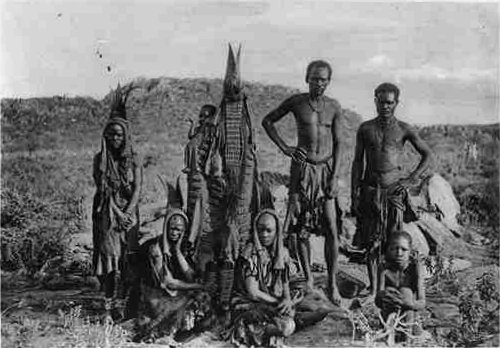
Duits archiefbeeld van Herero uit de koloniale tijd

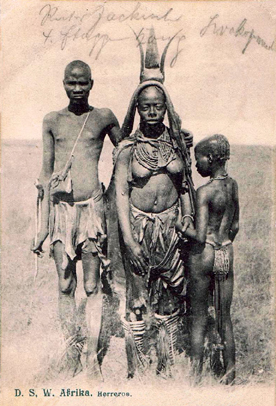
Herero in traditionele kleding, eind 19e eeuw

De Herero of Ovaherero is een bevolkingsgroep uit Namibië, waar ze een minderheid vormt. Er zijn twee grote groepen binnen de Herero te onderscheiden: de Ovaherero en de Ovambanderu. In hun trek naar het westen kwamen ze in het noorden in botsing met de Ovambo en in het zuiden met de Nama. Zij kwamen eind 19e eeuw in contact met Europeanen toen de Duitsers hun woongebied tot deel van Duits-Zuidwest-Afrika verklaarden.
In 1904 kwamen de Herero onder leiding van Samuel Maharero in opstand. Duitsland stuurde een legereenheid onder Lothar von Trotha. Deze gaf bevel tot een genocide (Vernichtungsbefehl): "Elke Herero die binnen de Duitse grenzen wordt aangetroffen, met of zonder geweer, met of zonder vee, zal worden neergeschoten."
Wie niet werd doodgeschoten of -geknuppeld, werd een vluchtweg geboden in de richting van de woestijn - om er te sterven van dorst, want de Duitsers hadden de bronnen vergiftigd. Van de ongeveer 80.000 Herero overleefde ongeveer een kwart de slachting door naar Botswana te vluchten (zie Namibische Genocide).
In 2002 eiste de Herero-gemeenschap herstelbetalingen van Duitsland. In augustus 2004 verklaarde de Duitse minister van ontwikkelingssamenwerking Heidemarie Wieczorek-Zeul dat de Duitse regering de genocide van 1904 betreurde, maar tot echte verontschuldigingen kwam het niet. Herero-leider Kuaima Riruako zag de Duitse verklaring niettemin als een stap op weg naar herstelbetalingen.
In 2018 gaf de Duitse regering, tijdens een tumultueuze ceremonie, een aantal menselijke resten van de Herero terug aan de Namibische regering. In augustus 2020 werd bekend dat de Duitse regering bereid was 10 miljoen euro te betalen aan Namibië om "de wonden te helen", maar volgens de Namibische president is dat "onacceptabel" en "een belediging voor Namibië".

## Verwantschap

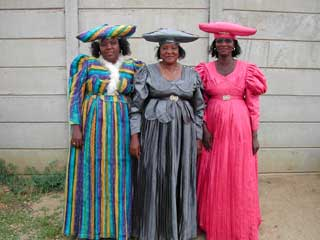
Drie Hererovrouwen

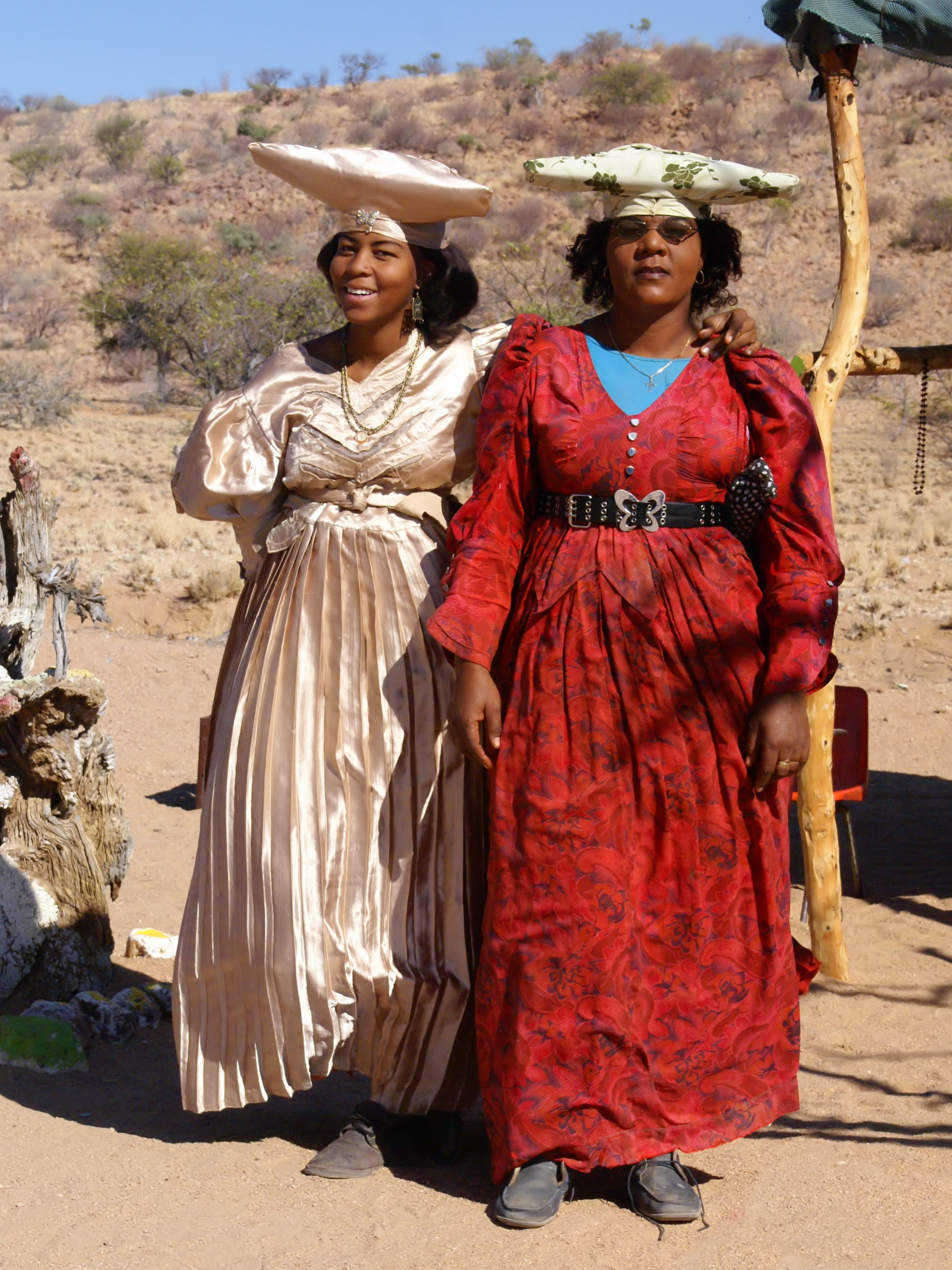
Hererovrouwen

De Herero zijn nauw verwant aan de eveneens in Namibië wonende Himba. De volken zijn van oudsher herders, en de talen van beide volken, Otjiherero en Zemba, zijn vrijwel identiek. Beide groepen kleedden zich vroeger op dezelfde manier; de vrouwen liepen met bloot bovenlichaam en de weinige kleding die ze droegen bestond uit dierenhuiden. Toen Duitse missionarissen het gebied wilden kerstenen, vonden ze die dracht onbeschaafd. De missionarissen bevalen de Himba’s en de Herero’s zich te kleden conform de toenmalige Europese mode die bestond uit Victoriaanse kleding. De Herero’s waren gevoelig voor de missionarissen en veranderden van kleding; de Himba’s deden dat niet. De Hererovrouwen dragen sinds de eerste helft van de 20e eeuw Victoriaans aandoende jurken met daaronder vele onderrokken, en op hun hoofd een dwarsgeplaatste grote hoed.